# Pungoviridae

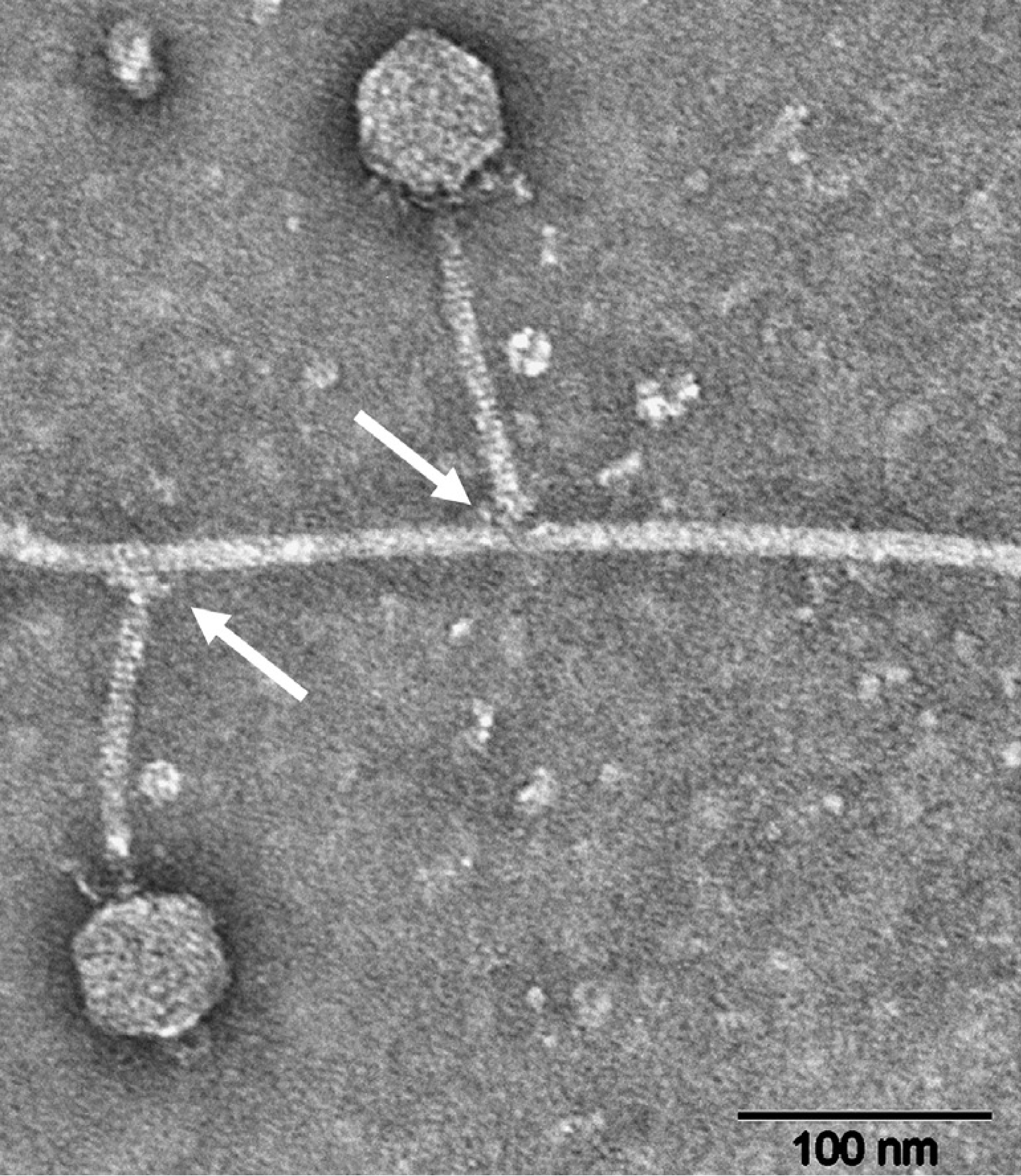
TEM-Aufnahme von Methanoculleus-Virus Blf4 (Spezies Flagovirus limi). Zwei Virionen sind an ein Zellanhängsel (vermutlich ein Flagellum) des Wirts befestigt (Pfeile). Balken: 100 nm.

Pungoviridae ist eine vom International Committee on Taxonomy of Viruses (ICTV) im März 2023 neu eingerichtete Familie von Archaeenviren innerhalb der Klasse Caudoviricetes. Sie ist innerhalb dieser Klasse bisher ohne nähere Zuordnung (Stand 28. Februar 2024); mit diesem Stand umfasst die Familie monotypisch nur eine Gattung, Flagovirus mit einer einzigen Art (Spezies) Flagovirus limi (Referenzstamm Methanoculleus-Virus Blf4).

## Beschreibung
Das Methanoculleus-Virus Blf4 infiziert methanogene Archaeen von Stamm E02.3 der Spezies Methanoculleus bourgensis aus der Ordnung Methanomicrobiales (Euryarchaeota).
Sowohl das Virus als auch sein Wirt wurden aus dem Schlamm einer kommerziellen Biogasanlage in Deutschland isoliert (Probenentnahme am 13. Juni 2013).

### Morphologie
Die Virionen (Viruspartikel) zeigen den für die Klasse Caudoviricetes typischen Kopf-Schwanz-Aufbau mit einem ikosaedrischen Kopf von 60 nm Durchmesser und einem langen, nicht kontraktilen Schwanz von 125 nm Länge und 10 nm im Querschnitt (Morphotyp der Siphoviren).
Blf4 scheint seinen Wirt durch Bindung an ein Flagellum zu erkennen (siehe Abbildung).
Ihr Kopf-Schwanz-Aufbau und Archaeen-Wirt klassifizieren die Pungoviridae nicht-taxonomisch auch als arTVs (archaeal tailed viruses).

### Genom
Das vollständige dsDNA-Genom von Blf4 hat eine Länge von ca. 37 kb (Kilobasenpaaren).
Es enthält 63 offene Leserahmen (open reading frames, ORFs), die alle in der gleichen Transkriptionsrichtung angeordnet sind. Mit Ausnahme der großen Untereinheit der Terminase zeigt Blf4 weder Nukleotid- noch Proteinebene nennenswerte Ähnlichkeit mit anderen zuvor beschriebenen Viren auf.

## Systematik
Die Systematik der Pungoviridae gemäß International Committee on Taxonomy of Viruses (ICTV) – mit Ergänzungen nach der Taxonomie des National Center for Biotechnology Information (NCBI) – ist wie folgt (Stand Mai/Juni 2024):

Familie Pungoviridae
- Gattung Flagovirus
  - Spezies Flagovirus limi, mit
Methanoculleus-Virus Blf4[1][7] syn. Methanoculleus-Siphovirus Blf4 (Genomlänge 37.078 bp)

## Etymologie
- Der Name der Familie Pungoviridae leitet sich ab von lateinisch pungo ‚Stich‘, ‚Einstich‘. Dies bezieht sich auf die Fähigkeit des Virus, seinen Wirt (zu infizieren und) zu lysieren. Die Endung ‚-viridae‘ zeigt eine Virusfamilie an.[3][2]

- Der Gattungsname Flagovirus verweist auf das Flagellum, den vermutlichen Adhäsionsrezeptor des Virus hin, an den sich die Viruspartikel bei Kontakt mit der Wirtszelle anheften.[3]
  - Das Art-Epitheton limi ist der Genitiv von lat. limus ‚Schlick‘, ‚Schlamm‘ und verweist auf den Schlamm der Biogasanlage, aus dem diese Spezies erstmals isoliert wurde.[3]